# Lucien Briet
Lucien Henri César Briet (París, 2 de marzo de 1860 - Charly-sur-Marne, 4 de agosto de 1921) fue un escritor, fotógrafo, explorador y pireneísta francés.

## Orígenes familiares
Nacido a las 7 de la tarde del 2 de marzo de 1860 en el actualmente desaparecido número 3 de la Rue de Flandre de París fruto del matrimonio del secretario de notario Louis-Henry Briet, nacido en noviembre del 1815 en Crouy-sur-Ourcq, y de su segunda mujer Louise Rosalié Yvonet.
Su padre había contraído un primer matrimonio en el 16 de junio de 1847 con Genieviève Cesarine Garnotel, cuando esta tenía 19 años y Louis Henri tenía 32 y del que nacería su hermana Optate Valerie Briet en el 1849, cuyo parto causó la muerte de Genieviève a los 21 años.
El matrimonio de sus padres ocurrió el 25 de abril del 1853, quienes tras tener dos hijas que fallecerían en la infancia se trasladarían a la casa de París donde nacería Lucien, apareciendo su padre con la profesión de curtidor en el acta de nacimiento de la segunda de las hijas, Louise Henriette. 
Aunque el matrimonio tuvo tres hijas ninguna superó los tres años y Optate Valerie, a quien Lucien estaba muy apegado, falleció de tuberculosis a los veintitrés años.

## Vida

### Educación, deserción del ejército francés y estancia en Bruselas
Aunque su padre quería que fuera un notario Briet deseaba ser un escritor, estudió el bachillerato clásico en la escuela Pagès, aunque no consta que realizase unos estudios superiores ya que en el 1880 es llamado a filas, entrando a servir en el 51º regimiento de infantería de Beauvois y del que desertó a Bruselas el 16 de enero de 1881 aprovechando un permiso, siendo declarado desertor un mes después.
Durante su estancia en Bruselas, en el 105 A de la Rue du Midi, no tuvo oficio y  su mantenimiento corrió a cuenta de su familia mientras que él quien se autodescribía como un hombre de letras, se dedicó a escribir una serie de libros de poemas como Les fleurs de mon jardin, Pour les Boers, El rojo amanecer y Oración del artista por el cual recibiría un cuarto puesto en el concurso de la Sociedad Poética Meridional. También llegó a crear una obra de teatro que apenas recibió atención, Jean d' Armagnac. 

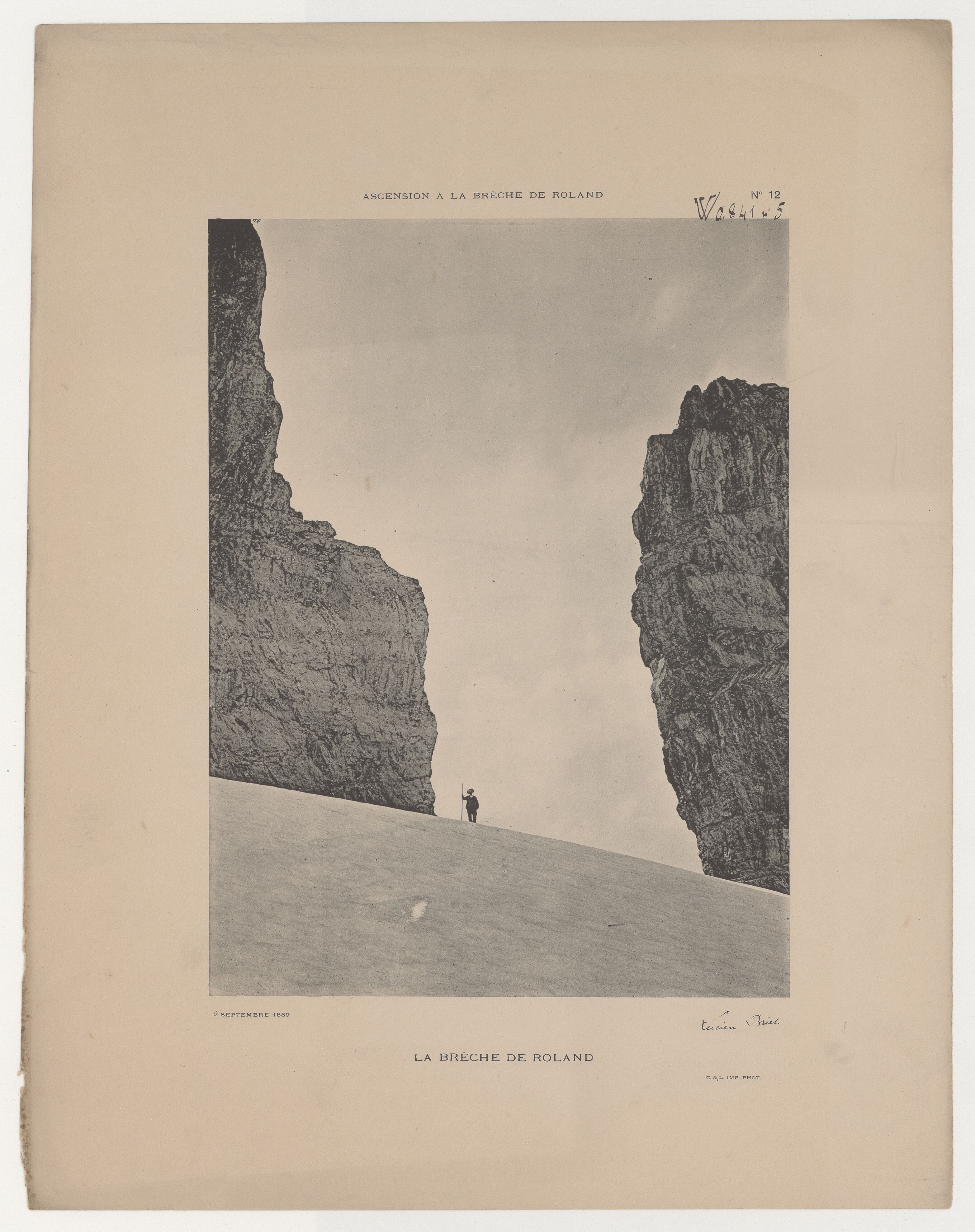
En sus primeros viajes por el Pirineo se limitó a la vertiente francesa, sobre todo en los entornos de la Gavarnie.

Tras estar en Bruselas cuatro años regresa al mismo cuartel del que desertó, siendo juzgado por un consejo de guerra que por desertar en periodo de paz lo condena a dos años de trabajos sociales, realizando el primero de ellos en la aún colonia francesa de Constantine en Algeria como soldado de segunda clase, mientras que el segundo no lo llega a cumplir ya que fue beneficiario de la gracia presidencial por la fiesta de la independencia francesa del 1886, volviendo a casa en Agosto de ese mismo año. 
Su padre había fallecido el 21 de marzo y su madre lo haría cinco años después, por lo que Briet heredó una serie de bienes tanto de sus padres como de su madrastra Cesarine que ascendían a unos veinticuatro mil francos, una pequeña fortuna que le permitió iniciar su sueño de explorar los paisajes que había leído en los escritos de otros pirineístas como Ramond de Carbonnières.

### Inicio de su obra fotográfica
Su iniciación en la fotografía se dio bajo la tutela de Albert Desiré Decaux, quien era dueño de una fabrica de material óptico en Nogent L'Arnaud, empezando con una cámara de gran formato que usaba placas de 24x18 centímetros que actualmente no se encuentra entre sus pertenencias conservadas.
Las primeras fotografías datadas de Briet son del 1887, poco después de la muerte de su padre y de acceder al patrimonio familiar. Se trata de una serie de clichés fotográficos de las avenidas de Charly, Nogent L'Artaud, Sulchery, Jouarre, Crouttes y otros paisajes de su infancia en los que a veces llega a aparecer el propio Lucien posando o simplemente su sombra y en donde anota minuciosamente la fecha y año de la fotografía así como la hora o incluso los detalles meteorológicos del entorno en el momento de tomar la foto. Estas primeras obras, unas 154 en total, están actualmente depositados en la Sociedad Histórica y Antropológica de Château-Thierry, aunque solamente en papel e inventario ya que las placas de vidrio no se conservan, mientras que el grueso de su obra, unas 1650 placas junto a su correspondencia, se conserva en el Museo Pirenaico de Lourdes.

### Exploración del Pirineo aragonés
Recorrió el Pirineo aragonés y contribuyó a expandir el conocimiento de muchos lugares de este, especialmente el valle de Ordesa que conoció en 1881, aunque sus viajes en la cordillera aragonesa no se iniciaron hasta el 1890 ya que en sus primeros viajes de exploración se mantuvo en la vertiente francesa, en especial en Gèdre y la Gavarnie. 

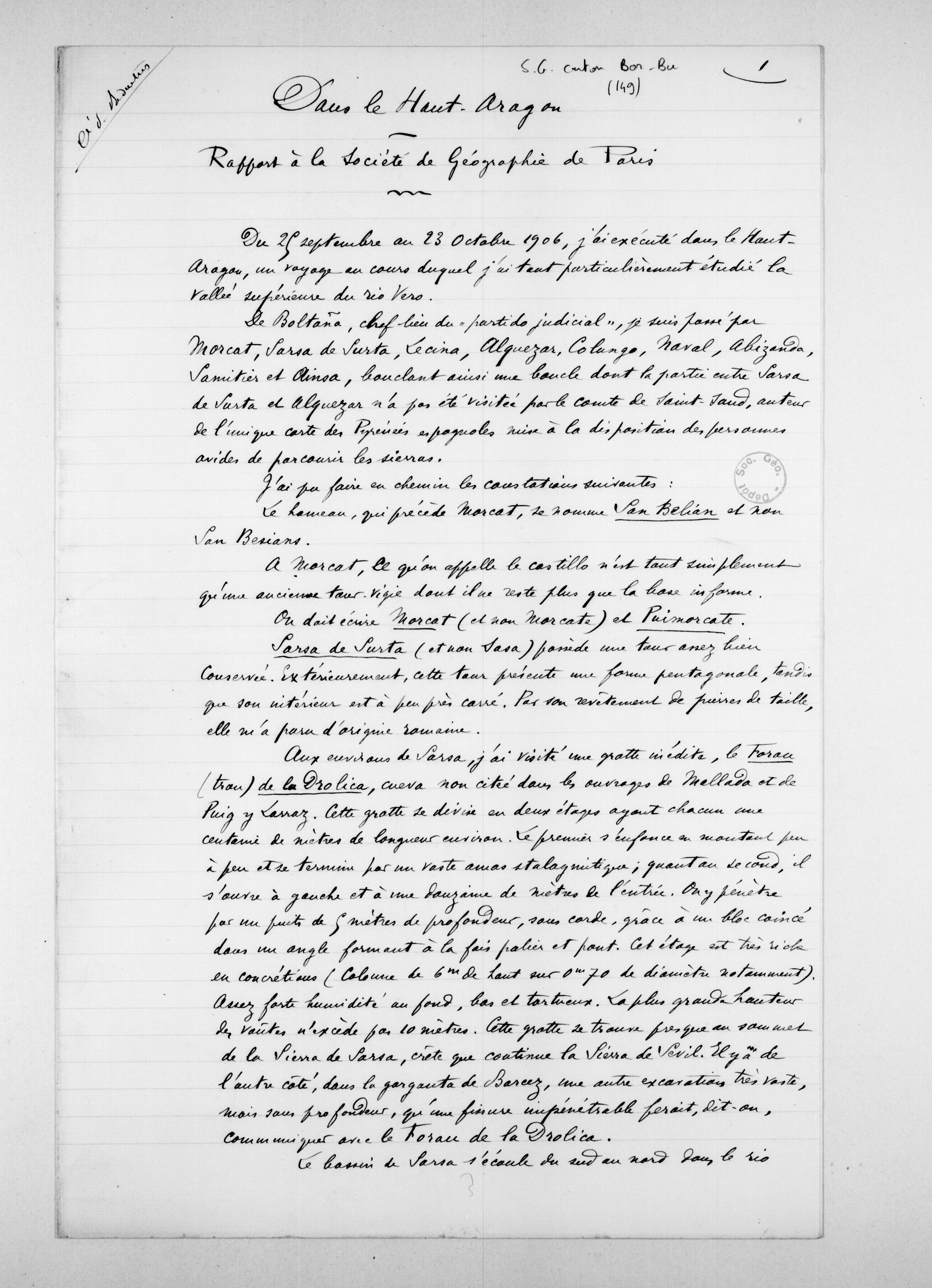
Manuscrito en el que explica su viaje por la parte superior del Valle del Río Vero a finales del 1906, visitando sitios como Morcat, Sarsa de Surta o Alquezar.

El principal condicionante de estos viajes era el peso del material fotográfico que portaba ya que le obligaba a buscar alojamiento bajo techo, aunque en sus primeros viajes a menudo se alojo bajo cabañas en mal estado o refugios de montaña, aun así esto le obligaba a marcar unas rutas que le asegurasen un alojamiento y por tanto muchas veces se guiaba a través de cartas de recomendación que le escribían los dueños de las casas en las que se alojó, con quienes llegó a mantener una relación de amistad al alojarse en ellas repetidamente como ocurrió en Torla, Alquezar, Nocito y Boltaña, que sería su cuartel general en las expediciones, a quienes a menudo enviaba copias de las fotografías de las casas que realizaba.
Su primera fotografía en España se trata de un cliché fotográfico titulado "Dos quijotes andrajosos perdidos en sus pastizales" en el que representaba a dos pastores sentados en el pasto descansando. 
Algunos de sus trabajos destacados sobre el Pirineo aragonés nos hablan del macizo de Marboré, la Peña Montañesa, la sierra de Guara, los congostos de Entremont y del río Vero, el valle de Vió, el río Flumen, Brecha de Rolando o Bielsa, todo esto dentro del paralelo entre el rio Cinca y los tramos superiores del rio Ara y Flumen, trabajando en especial en los barrancos y desfiladeros de la zona, que hasta entonces no habían sido tratados por ningún otro pirineísta.
En esta época se unió a varias sociedades como la Sección Suroeste del Club Alpino Francés desde el 1891, la Sociedad Ramond desde el 1892, la  Sociedad Espeleológica Francesa desde el 1896 y la Sociedad Histórica y Arqueológica de Château-Thierry desde el 1897.
Importante también su libro Bellezas del Alto Aragón publicado en Huesca en 1913 nos cuenta sus exploraciones por Ordesa, el Valle de Arán, Escuain, Bielsa o Mascún, obras que en gran parte contribuyeron a mostrar la necesidad de la creación del parque nacional de Ordesa tal y como describía en sus obras: 

Ah ! cette robuste et vieille sylve de Ordesa ! Comme on se prend vite à l’aimer ! Avec ses impénétrables taillis, ses troncs çà et là blanchis par l'âge, ses talus et ses escarpements, son torrent d'écume constamment ivre de joie sauvage, elle nous montre ce qu'était la nature avant l'apparition de l'homme ici-bas. On voudrait la voir toujours telle quelle, on voudrait qu'elle demeurât à jamais immuable pour l'admiration des siècles à venir ! Honte aux déprédations dont elle souffre et contre lesquelles sa splendeur et sa majesté devraient la défendre ! La vallée de Ordesa sert de bûcher à la vallée de Broto. C'est là que Torla vient s'approvisionner sans relâche en bois de construction et en bois de chauffage. […] N'attendons pas davantage : l'heure sonne, pressante et solennelle. Il faut protéger la vallée de Ordesa, l'arracher définitivement aux bûcherons, aux chasseurs et aux pêcheurs de truites. Il le faut, si l'on tient à la conserver aussi fraîche et aussi merveilleuse qu'au temps de Heredia et de Ramond. Ses hêtres et ses pins appellent au secours, et ses bouquetins, traqués et décimés, méritent de mourir de leur belle mort. Ne s'agit-il pas là d'un site unique en Europe ? […] Que n'existe-t-il en Espagne une société pour la protection des paysages ! Mais, à défaut d'un pareil concours, la Diputación Provincial de Huesca et la Real Sociedad Geográfica ne sont-elles pas compétentes pour intéresser le gouvernement de Madrid à la vallée de Ordesa ? Celui-ci imposerait sa volonté, et, du même coup, de par un décret ou de par une loi, l'admirable cañon deviendrait pour toute la péninsule un merveilleux parc national, analogue à celui que les Américains ont créé sur les bords de la Yellowstone, un parc national où fleuriraient en paix les edelweiss, où se reproduiraient sans crainte les truites et les bouquetins, et où enfin, au milieu de la vénérable sylve des Pyrénées respectée comme une aïeule, chacun pourrait se retremper en pleine nature, dans un véritable lieu d'asile enclos de murs olympiques, et qui apparaîtra aux générations futures comme une réminiscence de l'âge d'or ou de l'heureux jardin d'Eden ! »
¡Ah! ¡Este robusto y antiguo bosque de Ordesa! ¡Qué rápido se llega a amarlo! Con sus matorrales impenetrables, sus troncos blanqueados por la edad, sus terraplenes y escarpes, su torrente de espuma constantemente embriagado de alegría salvaje, nos muestra cómo era la naturaleza antes de la aparición del hombre aquí abajo. Quisiéramos verla siempre tal como es, quisiéramos que permaneciera eternamente inmutable para la admiración de los siglos venideros. ¡Qué vergüenza las depredaciones que sufre y de las que su esplendor y majestuosidad deberían defenderla! El Valle de Ordesa sirve de pira para el Valle de Broto. Aquí es donde Torla acude a abastecerse incansablemente de madera para la construcción y leña. […] No esperemos más: ha llegado el momento, urgente y solemne. Debemos proteger el Valle de Ordesa, arrebatárselo de una vez por todas a los leñadores, cazadores y trucheros. Es necesario si queremos conservarlo tan fresco y maravilloso como en tiempos de Heredia y Ramón. Sus hayas y pinos claman por ayuda, y sus cabras montesas, cazadas y diezmadas, merecen morir de muerte natural. ¿No es este un lugar único en Europa? […] ¿Por qué no existe en España una sociedad para la protección de los paisajes? Pero, a falta de tal ayuda, ¿no son competentes la Diputación Provincial de Huesca y la Real Sociedad Geográfica para interesar al gobierno de Madrid en el Valle de Ordesa? Éste impondría su voluntad y, al mismo tiempo, por decreto o por ley, el admirable cañón se convertiría para toda la península en un maravilloso parque nacional, análogo al que los americanos crearon a orillas del Yellowstone, un parque nacional donde el edelweiss florecería en paz, donde la trucha y el íbice se reproducirían sin miedo y donde, por fin, en medio de la venerable selva de los Pirineos, respetada como un antepasado, cada uno podría sumergirse en la naturaleza, en un verdadero lugar de asilo encerrado entre muros olímpicos y que aparecería a las generaciones futuras como una reminiscencia de la edad de oro o del feliz Jardín del Edén.
Lucien Briet

## Vida posterior
Tras su último viaje por el pirineo aragonés en octubre del 1911 y en el que estuvo 66 días en el entorno de la Peña Montañesa Lucien Briet no regresó al Pirineo debido a los problemas de salud, que ya le habían obligado a permanecer en cama durante varios viajes en el Pirineo y vigilar su alimentación, rechazando cualquier consumo de alcohol, aunque finalmente falleció el 4 de agosto del 1921 por uremia.
Tras su muerte su mujer e hija se encontraban en una situación económica precaria según las cartas que ella misma escribía a la Diputación Provincial de Huesca solicitando ayuda económica en la década de los 30.

## Correspondencia
El grueso de su correspondencia se encuentra ubicada en el archivo del Museo del Pirineo de Lourdes, aunque actualmente aun se encuentran algunas cartas dispersas en los archivos de la Diputación Provincial de Huesca y en archivos privados de las familias altoaragonesas que lo alojaron y con quien estableció una relación de amistad.
Otro personaje con quien mantuvo una correspondencia considerable fue con Henri Breuil, por entonces máxima autoridad del arte rupestre ya que en sus viajes se dedicó a documentar y a establecer la cronología de varias cuevas del norte.

## Matrimonio y descendencia
Contrajo matrimonio el 17 de enero del 1916 con Marie Louise Amélie Chamblin, trasladándose a la misma calle de Charly-sur-Marne en donde vivían los padres de ella. En el momento del matrimonio Lucien Briet tenía 55 años y Marie Louise tenía 26, el matrimonio solamente tuvo una hija, Louise Margarite Jeanne Valerie, que nació poco después del matrimonio.
Valerie contrajo matrimonio en París con Xabier Albertini, un sargento de origen corso con el que tuvo dos hijos, Philippe y Alan-Pascal, viviendo en Niza, aunque su muerte siendo muy joven hizo que ambos hijos quedasen a cargo de su madre Marie Louise Chamblin.

## Personalidad
A menudo en su correspondencia se ve a un hombre orgulloso de su obra fotográfica y seguro de sí mismo, algo que Silvio Trèvisan, secretario del Club Alpino Francés describía como: 

¿el César que lleva en sus nombres, habrá marcado su carácter?
Silvio Trèvisan

Esta actitud, junto con su franca corrección en datos a sus predecesores de gran prestigio como el conde de Saint Saud, Albert Thissandier, Edouard Wallon o Franz Schrader le granjeó problemas en el propio club, del cual fue finalmente expulsado al acusar Schrader de copiar un mapa del ingeniero Colomes de Julliant, lo que también causó que sus artículos fueran vetados para la publicación en Francia y que contribuyó a que fuera tan desconocido en el país galo.
Aún así varios de sus guías como Henri Poc, Ethiene Theil o su preferido Henri Soulé describen a un hombre con un carácter paradójico aunque su relación con otros personajes como Manuel Conrotte Méndez, su traductor y los dueños de las casas que le abrían las puertas se observa a un hombre agradecido y de trato fácil, a menudo preguntando por el estado de salud de los miembros y si aceptaban que transportase cualquier tipo de medicina que le pidieran.
Firme creyente en la amistad entre pueblos y en el progreso al enterarse en octubre del 1908 en Santa Eulalia la Mayor de que en el 1812 tres campesinos habían sido fusilados por sospechas de ser espías y que los habitantes en represalia habian asesinado a un soldado francés escribió:

Ainsi donc, contre mon attente, je n'étais pas le premier Français visitant Santa Eulalia la Mayor : la Grande Armée y était venue avant moi ! J'ai eu sur elle, il est vrai, un avantage, celui de quitter ce pueblo en laissant derrière moi, non pas la haine et la colère, mais de précieuses amitiés. Croyons donc à des temps meilleurs, et ne désespérons pas, en dépit des millions de baïonnettes qui hérissent actuellement l'Europe, de voir planer un jour, au-dessus de toutes les frontières, le grand chêne de la fraternité des peuples. Ah ! quand verdoiera cet arbre sublime, peut-être alors, selon la vision du grand poète, le pauvre petit soldat français assassiné et les trois malheureux paysans espagnols fusillés à Santa Eulalia la Mayor se réveilleront-ils, la main dans la main, spectres irradiant une divine lueur, « pour baiser sa racine du fond de leurs tombeaux
Así pues, contrariamente a mis expectativas, no fui el primer francés en visitar Santa Eulalia la Mayor: ¡la Grande Armée había llegado antes que yo! Tenía una ventaja, es cierto, la de dejar este pueblo dejando tras de mí, no odio ni rabia, sino preciosas amistades. Por lo tanto, creamos en tiempos mejores y no desesperemos a pesar de los millones de bayonetas que actualmente recorren Europa, de ver un día, por encima de todas las fronteras, el gran roble de la hermandad de los pueblos. ¡Ah! Cuando este sublime árbol reverdezca, quizás entonces, según la visión del gran poeta, el pobre soldadito francés asesinado y los tres desdichados campesinos españoles fusilados en Santa Eulalia la Mayor despertarán, de la mano, espectros irradiantes de una luz divina, «para besar su raíz desde el fondo de sus tumbas».
Lucien Briet en Un explorateur en Sierra de Guara. Randonnées pyrénéennes

## Obras

### Lírica
- Les fleurs de mon jardin
- Pour les Boers
- El rojo amanecer
- Oración del artista

### Teatro
- Jean d'Armagnac

### Fotográfica
- Alto Aragón pintoresco, colección de tarjetas postales publicadas en Francia, pero vendidas en Aragón, 1912

- Bellezas del Alto Aragón, 1 vol. editado por la Diputación de Huesca en 1913, reeditada en 1977, y en 2 vols. en 1988 y en 2003 por esa misma Diputación.
- Aux Pyrénées !, artículos y fotografías, viajes por la vertiente francesa del Pirineo, 1892 - 1906 reunidos por André Galicia, 1 vol. editado por éditions de la Ramonda, Paris, junio de 2017.

## Honores

### Eponimia
Actualmente la comarca de Sobrarbe organiza anualmente un certamen fotográfico con el tema del patrimonio cultural de esta comarca que lleva el nombre de Lucien Briet. Asimismo, en la entrada del valle de Ordesa hay un monumento en memoria del explorador francés.